# Семидубська сільська рада (Голованівський район)
| Семидубська сільська рада — колишній орган місцевого самоврядування у Голованівському районі Кіровоградської області з адміністративним центром у с. Семидуби. Сільській раді підпорядковані населені пункти: - с. Семидуби |

## Склад ради
Рада складається з 12 депутатів та голови.

### Керівний склад ради
| ПІБ                          | Основні відомості                                                         | Дата обрання | Дата звільнення |
| ---------------------------- | ------------------------------------------------------------------------- | ------------ | --------------- |
| Приблуда Анатолій Григорович | Сільський голова, 1960 року народження, освіта, член Партії регіонів      | 26.03.2006   | 31.10.2010      |
| Грінченко Павло Антонович    | Сільський голова, 1955 року народження, освіта вища, член народної партії | 31.10.2010   |                 |

Примітка: таблиця складена за даними джерела

## Населення
Згідно з переписом УРСР 1989 року чисельність наявного населення сільської ради становила 526 осіб, з яких 222 чоловіки та 304 жінки.
За переписом населення України 2001 року в сільській раді мешкало 468 осіб.

### Мова
Розподіл населення за рідною мовою за даними перепису 2001 року:
| Мова       | Відсоток |
| ---------- | -------- |
| українська | 97,21 %  |
| російська  | 2,58 %   |
| болгарська | 0,21 %   |